# Icci (gal)
|  | No s'ha de confondre amb Icci (pretor). |

Icci (en llatí Iccius) va ser un noble de Durocòrtorum (actual Reims) a la Gàl·lia Belga, del poble dels rems que va dirigir la delegació que els seus conciutadans van dirigir a Juli Cèsar l'any 57 aC, pel qual la ciutat se sotmetia i es posava al servei de Cèsar i oferia el seu ajut contra altres ciutats dels gals belgues llavors en guerra contra Roma.
Icci va defensar la ciutat de Bibrax (moderna Bièvre) contra els atacs gals belgues, que es van produir quan va tornar de l'entrevista amb Cèsar.